# Рошфор (Невшатель)
Рошфор (фр. Rochefort NE) — громада в Швейцарії в кантоні Невшатель.

## Географія
Громада розташована на відстані близько 50 км на захід від Берна, 10 км на захід від Невшателя.
Рошфор має площу 25,9 км², з яких на 5,4 % дозволяється будівництво (житлове та будівництво доріг), 28,6 % використовуються в сільськогосподарських цілях, 65,6 % зайнято лісами, 0,4 % не є продуктивними (річки, льодовики або гори).

## Демографія
2019 року в громаді мешкало 1243 особи (+7,3 % порівняно з 2010 роком), іноземців було 10,9 %. Густота населення становила 48 осіб/км².
За віковим діапазоном населення розподілялося таким чином: 20 % — особи молодші 20 років, 61,1 % — особи у віці 20—64 років, 19 % — особи у віці 65 років та старші. Було 538 помешкань (у середньому 2,3 особи в помешканні).
Із загальної кількості 242 працюючих 29 було зайнятих в первинному секторі, 21 — в обробній промисловості, 192 — в галузі послуг.